# NeNe Leakes
Linnethia Monique Leakes, detta NeNe (New York, 13 dicembre 1967), è un personaggio televisivo, attrice e stilista statunitense.

## Vita privata
Leakes attualmente vive a Duluth. È sposata con Gregg Leakes ed ha due figli. Gregg partecipò al suo fianco nel reality televisivo "The real Housewives of Atlanta", apparendo in oltre 80 puntate dal 2008 al 2019. Divorziarono nel 2010, ma si risposarono nel 2013. Gregg Leakes è deceduto il 1 settembre 2021 per un cancro al colon; aveva 66 anni.

## Filmografia

### Cinema
- The Fighting Temptations, regia di Jonathan Lynn (2003)
- Uncle Drew, regia di Charles Stone III (2018)

### Televisione
- The Real Housewives of Atlanta (2008-2020)
- Glee – serie TV, 13 episodi (2012-2015)
- The New Normal – serie TV, 20 episodi (2012-2013)
- Due sballati al college (How High), regia di Jesse Dylan – film TV (2019)
- Dynasty – serie TV, episodio 4x16 (2021)

## Doppiatrici italiane
Nelle versioni in italiano dei suoi lavori, NeNe Leakes è stata doppiata da:
- Alessandra Cassioli in Glee, The New Normal